# Gestreepte tonijnen
Gestreepte tonijnen (Katsuwonus) zijn een geslacht van straalvinnige vissen uit de familie makrelen (Scombridae). De wetenschappelijke naam van de groep werd voor het eerst voorgesteld door Kamakichi Kishinouye in 1915. 

## Soort
- Katsuwonus pelamis Linnaeus, 1758 – Echte bonito